# Saihou Jagne
Saihou Jagne, född 10 oktober 1986 och vanligen kallad "CH", är en svensk fotbollsspelare som spelar för Väsby FF. Han har tidigare spelat för bland annat AIK och IFK Mariehamn.

## Klubbkarriär
Jagnes moderklubb är Finspångs AIK. Under 2006 spelade han för Väsby United och vann skytteligan i Division 1 Norra med 24 mål.[källa behövs] Jagne skrev inför säsongen 2008 på ett kontrakt fram till 2010 med AIK. Hans första match för AIK var en träningsmatch mot Valsta Syrianska IK.
I slutet på januari 2008, innan Jagne hunnit spela en match för AIK, rapporterades det att den turkiska klubben Gaziantepspor lagt ett bud på Jagne på 200 000 euro. AIK:s sportchef Ola Andersson bekräftade samtidigt att en turkisk klubb visat intresse för spelaren.
Den 30 mars 2010 blev det klart att AIK lånade ut Jagne till GIF Sundsvall. Den 6 december 2010 skrev Jagne på för Brommapojkarna, vilket betydde att han lämnade AIK som han spelat i sedan 2008.. I mars 2012 skrev Jagne på ett ettårskontrakt med åländska IFK Mariehamn. I mars 2013 skrev han på ett treårskontrakt med AFC United. I augusti 2013 skrev han på för division 5-klubben Kista Galaxy. I mars 2014 skrev Jagne på ett fyramånaderskontrakt med norska IF Birkebeineren. I juli 2014 skrev han på för division 2-klubben Ånge IF. I december 2014 förlängde han sitt kontrakt med klubben. I juli 2015 skrev Jagne på för Brumunddal i norska tredjeligan. 2015 skrev han kontrakt med Hamarkameratene, kontraktet förlängdes senare till 2017.
I augusti 2019 gick han till nystartade klubben Väsby FF.

## Meriter
- SM-guld 2009 med AIK
- Svenska Cupguld 2009 med AIK
- Svenska Supercupen 2010 med AIK